# Шрамм, Фёдор Андреевич
Фёдор Андреевич Шрамм (нем. Friedrich Wilhelm Schramm; 1790—1857) — генерал-лейтенант, начальник Сибирского кадетского корпуса. Брат генерал-лейтенанта, коменданта Свеаборгской крепости А. А. Шрамма.

## Биография
Родился 11 (22) июня 1790 года, происходил из дворян Эстляндской губернии. В военную службу вступил в 1812 году прапорщиком в пехоту. Принимал участие в Отечественной войне и последующих в 1813—1814 годах Заграничных походах. За отличие был награждён орденом Св. Анны 4-й степени.
Далее служил в свите Его Величества по квартирмейстерской части, в 1820 году произведён в подполковники, 22 апреля 1823 года — в полковники.
С 25 июня 1833 года — генерал-майор. В 1837 году командовал 4-й бригадой 22-й пехотной дивизии, в 1838—1839 годах — 2-й бригадой 23-й пехотной дивизии.
В 1842 году был назначен директором Омского училища Сибирского линейного казачьего войска (в 1845 году это училище было преобразовано в Сибирский кадетский корпус). В 1850 году Шрамм с производством в генерал-лейтенанты вышел в отставку и поселился в Москве, где скончался 19 (31) января 1857 года; был похоронен на Иноверческом кладбище на Введенских горах (могила утрачена).

## Награды
Среди прочих наград имел ордена:
- Орден Святой Анны 3-й степени (1812 год)
- Орден Святого Георгия 4-й степени (1 декабря 1835 года, № 5104 по кавалерскому списку Григоровича — Степанова)
- Орден Святого Владимира 3-й степени (1837 год)
- Орден Святого Станислава 1-й степени (27 апреля 1840 года)

## Семья
Был женат на  Александре Родионовне Ландсберг, в бытность князя П. Д. Горчакова генерал-губернатором Западной Сибири была его влиятельной фавориткой и играла при нём такую же роль, «какую Мина Ивановна Буркова при графе В. Ф. Адлерберге». По отзыву  П. К. Мартьянова:

 «Шрамм был среднего роста, довольно полный брюнет, с правильными, довольно красивыми чертами лица, большими голубыми глазами и мягкими, как бы заискивающими манерами. Он был кроткий, доверчивый и добрый человек, но ума не далекого, говорил по-русски плохо, с своеобразным акцентом и немецкими оборотами речи, и большим фавором у жены-королевы не пользовался. Она была  «дама высокого роста, полная, стройная и величественная. Несмотря на довольно зрелые лета, была замечательно хороша собою. Чем-то невыразимо-обаятельным дышала вся её фигура. Светлая блондинка, с овальным белым, как будто высеченным из мрамора, классически красивым лицом, живыми выразительными ласковыми глазами и женственной мягкой улыбкой».
Их сын, Константин (1835 — после 1904), также был генерал-лейтенантом и был начальником Московского губернского жандармского правления (в отставку вышел с производством в генералы от инфантерии); другой сын, Николай (1826—1900), был генерал-майором.